# Mark Kratzmann
Mark Edward Kratzmann (Murgon, 17 maggio 1966) è un ex tennista australiano.
Anche suo fratello Andrew è stato un tennista.

## Carriera

### Junior
Da giovane ottiene risultati eccezionali tra i tennisti della sua categoria. Vince infatti quattro titoli dello Slam in singolare: agli Australian Open 1982 e 1984, a Wimbledon '84 ed agli US Open 1984. All'Open di Francia 1984 arriva ad un passo dalla vittoria ma viene sconfitto da Kent Carlsson.

Nel doppio gli riesce invece il Grande Slam, nel 1983 trionfa al Roland Garros, Wimbledon e US Open. Completa la serie con la vittoria del titolo agli Australian Open 1984.

### Professionista
Si specializza nel doppio, disciplina in cui raggiunge trenta finali, di cui ne vince diciotto. Nei tornei dello Slam raggiunge il match decisivo agli Australian Open 1989 in coppia col connazionale Darren Cahill ma vengono sconfitti da Jim Pugh e Rick Leach.

Nel 1989 e 1992 partecipa al Masters di fine anno ma si ferma alle semifinali. Raggiunge un'altra finale dello Slam al Torneo di Wimbledon 1989, nel doppio misto insieme a Jenny Byrne ma viene nuovamente sconfitto ad un passo dal titolo, questa volta per mano di Jana Novotná e Jim Pugh.

Raggiunge come miglior posizione in classifica il quinto posto nel 1990. Con la Squadra australiana di Coppa Davis gioca in totale tre match vincendone due.

## Statistiche

### Doppio

#### Vittorie (18)
| Nr. | Anno | Torneo                                         | Superficie  | Compagno          | Avversari in finale            | Punteggio     |
| 1.  | 1986 | Cincinnati Masters, Cincinnati                 | Cemento     | Kim Warwick       | Christo Steyn Danie Visser     | 6–3, 6–4      |
| 2.  | 1987 | Sydney Indoor, Sydney                          | Cemento (i) | Darren Cahill     | Boris Becker Robert Seguso     | 6–3, 6–2      |
| 3.  | 1987 | Hong Kong Open, Hong Kong                      | Cemento     | Jim Pugh          | Martin Davis Brad Drewett      | 6–7, 6–4, 6–2 |
| 4.  | 1988 | ATP Adelaide, Adelaide                         | Cemento     | Darren Cahill     | Carl Limberger Mark Woodforde  | 4–6, 6–2, 7–5 |
| 5.  | 1988 | Medibank International, Sydney                 | Cemento     | Darren Cahill     | Joey Rive Bud Schultz          | 7–6, 6–4      |
| 6.  | 1989 | Queen's Club Championships, Londra             | Erba        | Darren Cahill     | Tim Pawsat Laurie Warder       | 7–6, 6–3      |
| 7.  | 1989 | ATP Volvo International, Stratton Mountain     | Cemento     | Wally Masur       | Pieter Aldrich Danie Visser    | 6–3, 4–6, 7–6 |
| 8.  | 1989 | Brisbane International, Brisbane               | Cemento     | Darren Cahill     | Broderick Dyke Simon Youl      | 6–4, 5–7, 6–0 |
| 9.  | 1990 | Medibank International, Sydney (2)             | Cemento     | Pat Cash          | Pieter Aldrich Danie Visser    | 6–4, 7–5      |
| 10. | 1990 | RMK Championships, Memphis                     | Cemento (i) | Darren Cahill     | Udo Riglewski Michael Stich    | 7–5, 6–2      |
| 11. | 1990 | Japan Open Tennis Championships, Tokyo         | Cemento     | Wally Masur       | Kent Kinnear Brad Pearce       | 3–6, 6–3, 6–4 |
| 12. | 1990 | ATP Singapore, Singapore                       | Cemento     | Jason Stoltenberg | Brad Drewett Todd Woodbridge   | 6–1, 6–0      |
| 13. | 1990 | Manchester Open, Manchester                    | Erba        | Jason Stoltenberg | Nick Brown Kelly Jones         | 6–3, 2–6, 6–4 |
| 14. | 1990 | Campbell's Hall of Fame Championships, Newport | Erba        | Darren Cahill     | Todd Nelson Bryan Shelton      | 7–6, 6–2      |
| 15. | 1990 | Cincinnati Masters, Cincinnati (2)             | Cemento     | Darren Cahill     | Neil Broad Gary Muller         | 7–6, 6–2      |
| 16. | 1993 | Milan Indoor, Milano                           | Sintetico   | Wally Masur       | Tom Nijssen Cyril Suk          | 4–6, 6–3, 6–4 |
| 17. | 1993 | Eurocard Open, Stoccarda                       | Sintetico   | Wally Masur       | Steve DeVries David Macpherson | 6–3, 7–6      |
| 18. | 1994 | ATP Adelaide, Adelaide (2)                     | Cemento     | Andrew Kratzmann  | David Adams Byron Black        | 6–4, 6–3      |